# Fergus Tierney
Fergus Tierney (* 19. März 2003 in Glasgow) ist ein schottisch-malaysischer Fußballspieler.

## Karriere

### Verein
Fergus Tierney erlernte das Fußballspielen in der Mannschaft des Soccer Experience FC sowie in der Jugendmannschaft von Johor Darul Ta’zim FC. Von 2023 bis Juli 2024 stand er bei zweiten Mannschaft von Johor unter Vertrag. Mit dem Verein spielte er in der zweiten Liga, der Malaysia Premier League. Ende Juli 2024 ging er nach Thailand. Hier unterschrieb er in Chonburi einen Leihvertrag beim Zweitligisten Chonburi FC. Sein Debüt für Chonburi gab er am 9. August 2024 (1. Spieltag) im Heimspiel gegen den Suphanburi FC. Bei dem 4:0-Erfolg stand er in der Startelf und wurde in der 74. Minute gegen Patipat Kamsat ausgewechselt. In seinem ersten Zweitligaspiel schoss er in der ersten Minute sein erstes Zweitligator. In der Hinrunde bestritt er 13 Ligaspiele. Nach der Hinrunde wurde er von Johor an den thailändischen Erstligisten Nakhon Pathom United FC ausgeliehen. Am Ende der Saison 2024/25 belegte er mit Nakhon Pathom den vorletzten Tabellenplatz und musste somit in die zweite Liga absteigen. Nach dem Abstieg wurde sein Leihvertrag nicht verlängert. Für Nakhon Pathom bestritt er elf Erstligaspiele.

### Nationalmannschaft
Fergus Tierney spielte 2023 insgesamt sechsmal in der U22-Nationalmannschaft von Malaysia. Mit dem Team nahm er an den Südostasienspielen in Kambodscha teil.  Im gleichen Jahr gab er auch sein Debüt in der U23-Mannschaft. Mit der Mannschaft nahm er an der AFF U-23 Championship in Thailand teil. Im Spiel um den dritten Platz musste man sich im Elfmeterschießen dem Team aus Thailand geschlagen geben. Im April 2024 nahm der mit der U23 an der U23-Asienmeisterschaft in Katar teil. Hier schied man nach drei Niederlagen in der Gruppenphase aus.